# Weeze
Weeze település Németországban, azon belül Észak-Rajna-Vesztfália tartományban. Lakosainak száma 11 563 fő (2023. december 31.). Weeze Goch és Uedem községekkel határos.

## Népesség
A település népességének változása:
| Lakosok száma | 8887 | 11 409 | 10 697 | 11 900 | 11 587 | 11 563 |
|               | 1975 | 2017   | 2019   | 2021   | 2022   | 2023   |